# Plaza Independencia (Tandil)
La Plaza Independencia es la plaza más importante ubicada en el centro de ciudad de Tandil en Argentina, frente a la iglesia principal y a la municipalidad.

## Descripción
Una serie de estatuas realizadas en Francia caracterizan el lugar, además de numerosos árboles, una fuente, una glorieta y una pirámide ubicada en el centro del mismo.
Las estatuas fueron importadas en 1914 por el intendente Antonio Santamarina, y están ubicadas formando un ángulo de 45° respecto a la pirámide central y representan  a la justicia, a la fidelidad, el invierno y la primavera.

## Galería

Pirámide central
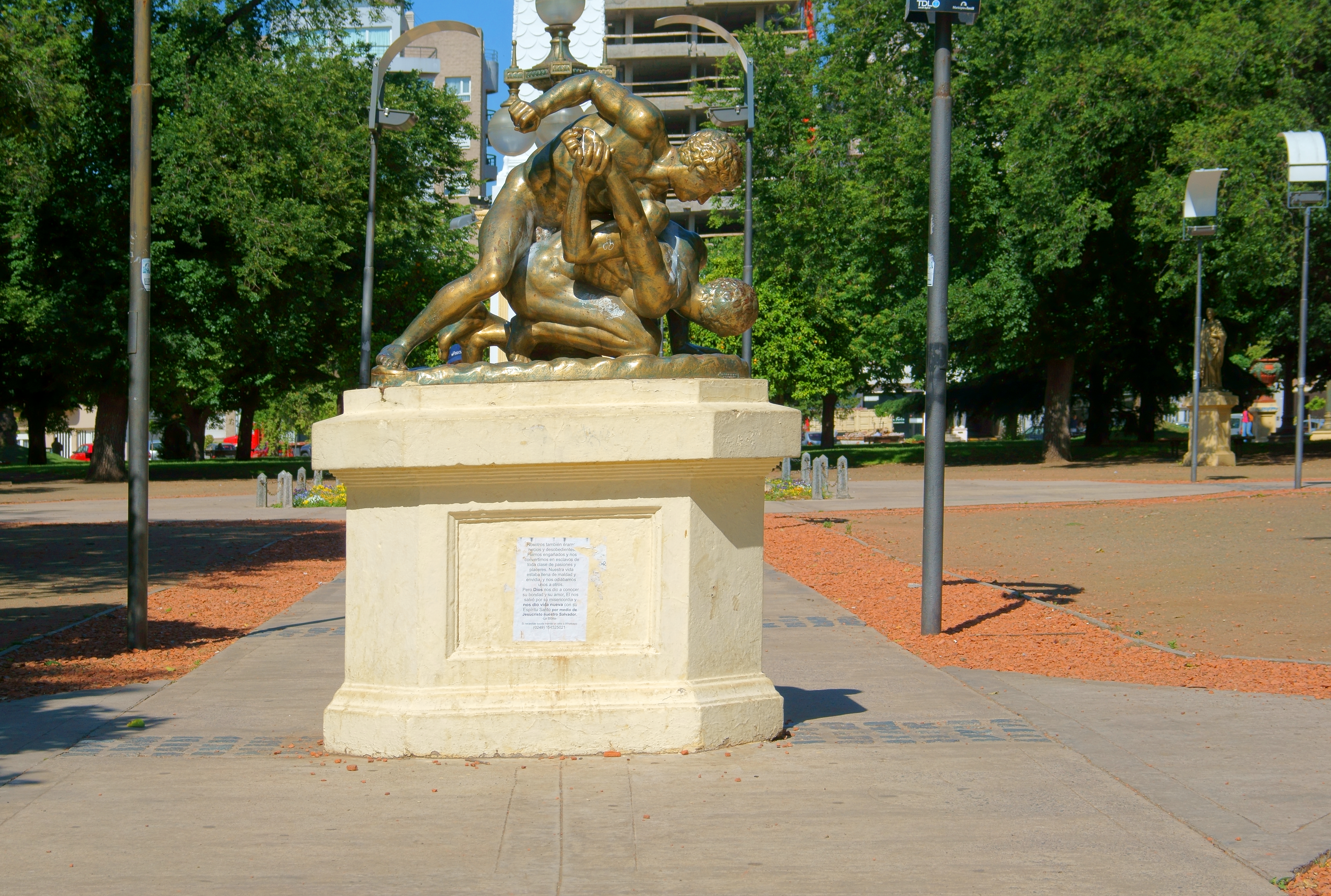
Estatua a los luchadores
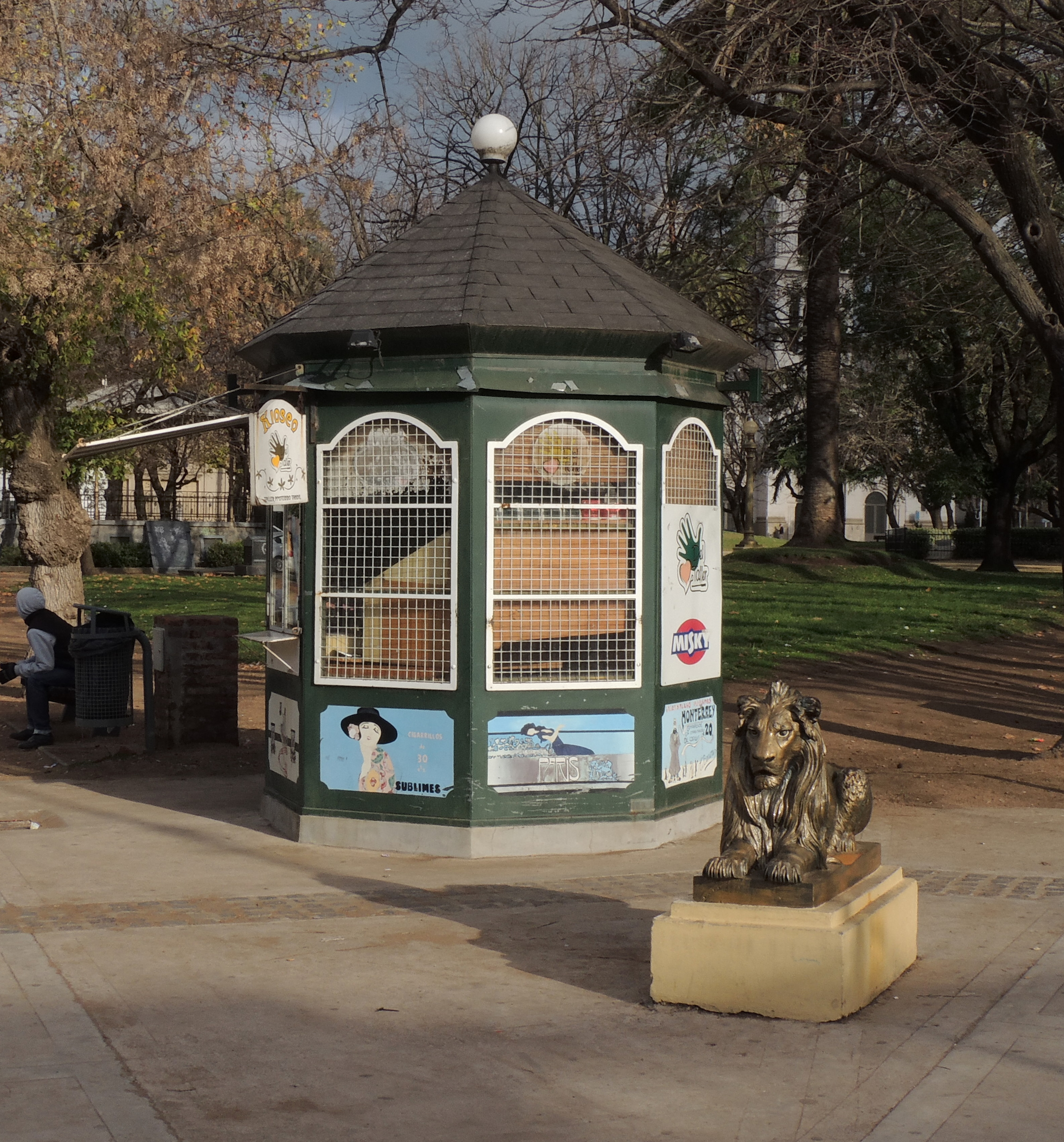
Quiosco ubicado en la plaza
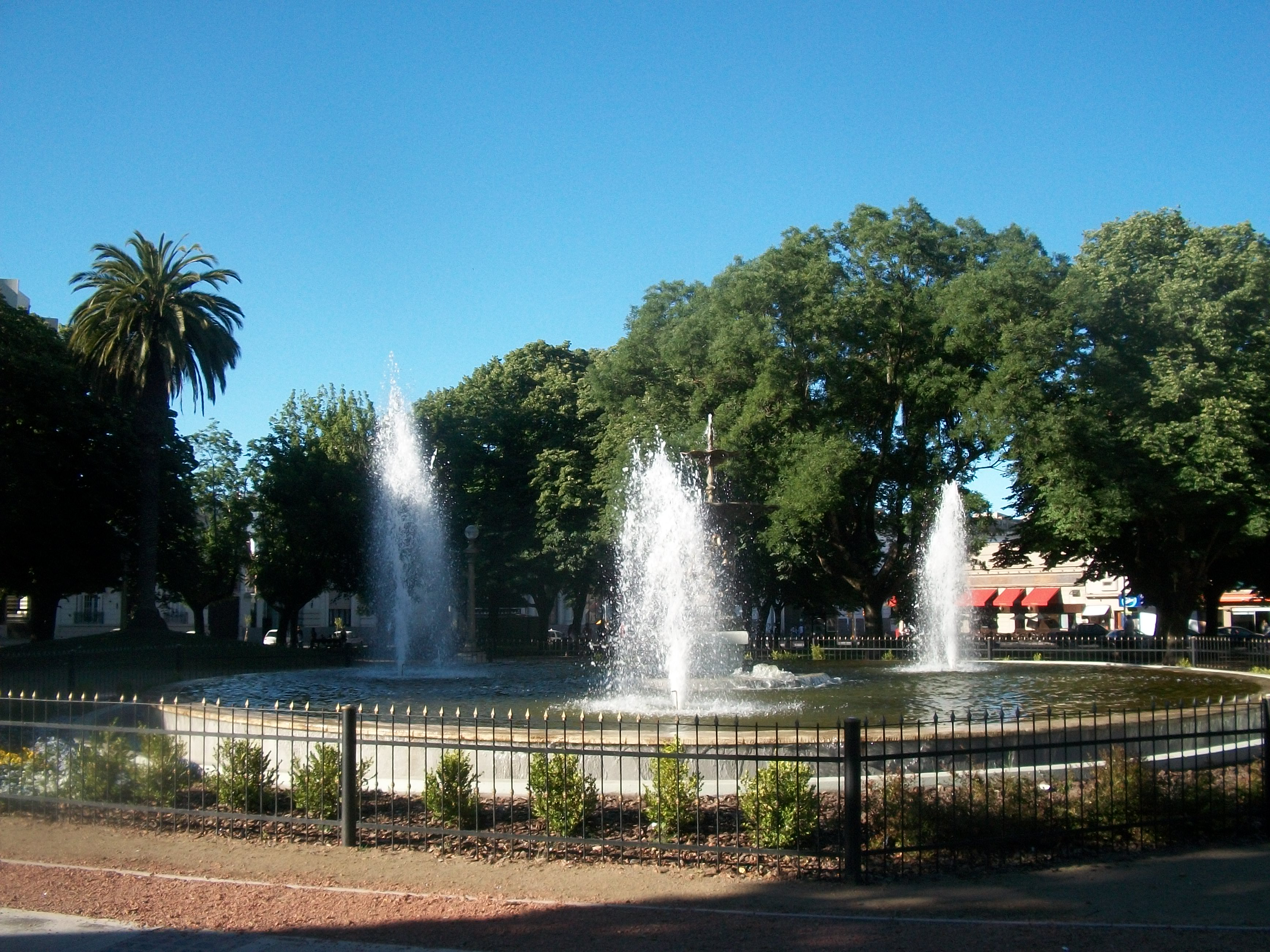
Fuente en la plaza en 2010